# 凉山关木通
凉山关木通（学名：Isotrema liangshanense）是马兜铃科关木通属的一种植物，是中国的特有植物。分布于中国的重庆和四川。
老茎扁平; 檐部与喉口皆为紫红色。
扁茎马兜铃(Aristolochia compressicaulis)可能与凉山关木通为同一种，尚须确认。